# Marcel Cellier
Pour les articles homonymes, voir Cellier.
 (novembre 2024).
La mise en forme du texte ne suit pas les recommandations de Wikipédia : il faut le « wikifier ».
Les points d'amélioration suivants sont les cas les plus fréquents. Le détail des points à revoir est peut-être précisé sur la page de discussion.
- Les titres sont pré-formatés par le logiciel. Ils ne sont ni en capitales, ni en gras.
- Le texte ne doit pas être écrit en capitales (les noms de famille non plus), ni en gras, ni en italique, ni en « petit »…
- Le gras n'est utilisé que pour surligner le titre de l'article dans l'introduction, une seule fois.
- L'italique est rarement utilisé : mots en langue étrangère, titres d'œuvres, noms de bateaux, etc.
- Les citations ne sont pas en italique mais en corps de texte normal. Elles sont entourées par des guillemets français : « et ».
- Les listes à puces sont à éviter, des paragraphes rédigés étant largement préférés. Les tableaux sont à réserver à la présentation de données structurées (résultats, etc.).
- Les appels de note de bas de page (petits chiffres en exposant, introduits par l'outil «  Source ») sont à placer entre la fin de phrase et le point final[comme ça].
- Les liens internes (vers d'autres articles de Wikipédia) sont à choisir avec parcimonie. Créez des liens vers des articles approfondissant le sujet. Les termes génériques sans rapport avec le sujet sont à éviter, ainsi que les répétitions de liens vers un même terme.
- Les liens externes sont à placer uniquement dans une section « Liens externes », à la fin de l'article. Ces liens sont à choisir avec parcimonie suivant les règles définies. Si un lien sert de source à l'article, son insertion dans le texte est à faire par les notes de bas de page.
- La présentation des références doit suivre les conventions bibliographiques. Il est recommandé d'utiliser les modèles {{Ouvrage}}, {{Chapitre}}, {{Article}}, {{Lien web}} et/ou {{Bibliographie}}. Le mode d'édition visuel peut mettre en forme automatiquement les références.
- Insérer une infobox (cadre d'informations à droite) n'est pas obligatoire pour parachever la mise en page.

Pour une aide détaillée, merci de consulter Aide:Wikification.
Si vous pensez que ces points ont été résolus, vous pouvez retirer ce bandeau et améliorer la mise en forme d'un autre article.
 (décembre 2022).
Si vous disposez d'ouvrages ou d'articles de référence ou si vous connaissez des sites web de qualité traitant du thème abordé ici, merci de compléter l'article en donnant les références utiles à sa vérifiabilité et en les liant à la section « Notes et références ».
Marcel Cellier, né en Suisse le 29 octobre 1925, mort le 13 décembre 2013, est un ethnomusicologue, musicien poly-instrumentiste, éditeur et producteur de musique.

## Biographie
Les pays de l'Est ont été, à plus de 50 reprises, la destination de Marcel Cellier. Il part avec un enregistreur et rapporte des musiques, alors inconnues en Europe de l'Ouest, qu'il diffuse entre les années 1960 et 1990 à la Radio Suisse Romande, avec son émission De la Mer Noire à la Baltique. L’ORTF, Radio France, la Radio belge RTBF, la BBC, Bayerischer Rundfunk ainsi que Westdeutscher Rundfunk lui ont aussi régulièrement ouvert leurs ondes.
Grâce à ses voyages, il rencontre et fait découvrir le virtuose roumain de la flûte de Pan Gheorghe Zamfir, qu'il va accompagner à l'orgue lors de concerts qu'ils donneront jusqu'en Australie. Ils enregistreront plusieurs disques Flûte de Pan et Orgue. Parallèlement, il tombe sous le charme des voix féminines si particulières des chœurs bulgares qui chantent du folklore parfois arrangé par différents compositeurs contemporains. Il décide de partager cette passion en réalisant, dès 1972, une série d'émissions radiophoniques qu'il intitula Le Mystère des voix bulgares, titre qu'il donnera ensuite au premier disque LP sorti en 1975. L'enregistrement du deuxième album lui a valu un Grammy Award en 1989. Cette appellation Le Mystère des Voix Bulgares a été adoptée par le Chœur de Radio Sofia qui devint ensuite le chœur officiel de la Télévision Nationale Bulgare et qui sera mondialement connu sous ce nom.
La qualité de ses enregistrements sonores a notamment été récompensée par le Grand Prix du Disque Académie Charles-Cros (1969, 1970, 1971), Preis der Deutschen Schallplattenkritik, le Grand Prix Audiovisuel d’Europe (1984) et la Médaille du Siècle d’Or du Ministère de la Culture de Bulgarie (2010).
Marcel Cellier a donné de nombreuses conférences notamment "Sur les traces de Béla Bartok" illustrées par les photographies de sa femme Catherine Cellier.
Le film Balkan Melodie (de) de Stefan Schwietert (de) (première le 21 janvier 2012 au Journées cinématographiques de Soleure) est un documentaire qui suit les traces des nombreux voyages en Roumanie et en Bulgarie réalisés par le couple Cellier de 1953 à 2010. Ce film nous fait découvrir ou redécouvrir plusieurs enregistrements d'archives sélectionnés par Marcel ainsi que les images d'époque (super8 et photos) de Catherine Cellier.

## Discographie
- LES FLUTES ROUMAINES - avec Gheorghe Zamfir (1969) LP Arion France - 30 T 073
- La Doina Roumaine (1969) LP / CD DC 001
- Flûte de Pan et Orgue - Gheorghe Zamfir/Marcel Cellier vol.1 (1970) LP/CD DC 002
- Flûte de Pan et Orgue - Gheorghe Zamfir/Marcel Cellier vol 2 (1971) LP/CD DC 003
- Les Virtuoses Roumains vol.1 (1972) LP DC 004
- Flûte de Pan et Orgue Gheorghe - Zamfir/Marcel Cellier vol.3 (1972) LP/CD DC 005
- Le Concert des Virtuoses Roumains (1975) LP/CD DC 006
- Taragot et Orgue - Dumitru Farcas/Marcel Cellier vol. 1 (1975) LP/CD DC 007
- Le Mystère des Voix Bulgares vol.1 (1975) LP/ CD DC 008
- Appenzeller Zäuerli (Jodel d’Appenzell) (1976) LP/ CD DC 009
- L'Albanie mystérieuse (1976) LP/CD DC 010
- Le Clarino virtuose de la Grèce (1976) LP DC 011
- Les Muverans (orchestre champêtre de Suisse Romande) (1976) LP DC 012
- Taragot et Orgue - Dumitru Farcas/Marcel Cellier LP/CD DC 014
- Flûte de Pan et Orgue Gheorghe Zamfir/Marcel Cellier (1977) LP/CD DC 015
- Flûte de Pan et Orgue (Panflöte Und Orgel) - Horea Crishan/Marcel Cellier (1979) LP Disques Cellier INT 147.601
- Mystère des Voix Bulgares vol 2 (1987) LP/CD DC 016
- Mystère des Voix Bulgares vol 3 (1989) LP/CD DC 017
- To Rumania with love - Ulrich Herkenhoff/Marcel Cellier (1991) CD DC 018
- Flûte de Pan, Cymbalum et Orgue - Simeon Stanciu/Ion Miu/Marcel et Alexandre Cellier (1991)CD DC 019
- Marcel Cellier présente La Hongrie d'autrefois/Yesterday's Hungary (1995) CD Verany
- Voyage au bout des notes - Alexandre Cellier/Jean Duperrex (1996) CD DC 020
- Mystère des Voix Bulgares vol 4 (1997) CD DC 021
- Instruments et Rythmes Bulgares (1999) CD DC 022
- De la Mer Noire à la Baltique (30 ans d'émissions de radio) (1999) 2CD DO
- Concert pour les 80 ans de Marcel Cellier (Cully) DVD DC 023